# 大阪市立デザイン教育研究所
大阪市立デザイン教育研究所（おおさかしりつデザインきょういくけんきゅうしょ、英語: Osaka Municipal College of Design）は、大阪市阿倍野区にある専修学校。通称「デ研」。

## 概要
大阪市立工芸高等学校に併設され、公立の専修学校専門課程であるデザイン系専門学校としては、日本唯一の学校でもある。大阪市立第二工芸高等学校も同じ敷地内にある。
高等学校で美術系・デザイン系など造形に関する専門学科に在籍して卒業した者に対して、美術・造形の専門教育をおこなう。
一般の芸術系4年制大学では、高校では普通科等に在籍した学生も入学対象としているため、通常は1-2年次に基礎教育をおこなう。そのため高校で専門学科に在籍していた者にとっては大学1-2年次に高校の専門科目の内容を再履修することになる。同校では再履修の時間を省いて、高等学校の造形教育との一貫性・連続性を図った専門教育をストレートにおこなうことを目的としながら、2年間学ぶ。
2005年よりビジュアル・プロダクト・スペースデザイン各分野を融合したPBL(Project Based Learning)デザイン教育を推進している。同校が取り組むプロジェクト型学習は産学連携と地域活性に分類され、それぞれ企画、提案、制作まで、実際のデザインワークの流れを学ぶなかでさまざまな分野により価値を見出し、いきいきと自力で問題解決する力を身につけている。
同校の校章はアルファベット小文字のA、T、Eをモチーフにデザインされている。これは、デザインの概念をArt、Technology、Engineeringの上に成立するものとしているためである。色彩は基本原色の青としている。

## 沿革
大阪市立工芸高等学校の教育実践を母体として、工芸高等学校および他の美術・造形系の専門学科高等学校卒業生を受け入れることを目的として、1988年に大阪市立デザイン教育研究所が創立した。
2010年代には大阪市の方針により募集停止と廃校が俎上に上がったが、最終的に廃校は回避される形になった。
2010年代後半、大阪市が市立の高等学校を大阪府に移管する計画が具体化したことに伴い、大阪市立工芸高等学校に併設されているデザイン教育研究所の扱いについても取り沙汰された。工芸高等学校は2022年4月に大阪府に移管されたものの、デザイン教育研究所については引き続き大阪市立として設置することになった。

## 学科・コース
かつて、ビジュアルデザイン、プロダクトデザイン、スペースデザインの3コースが設置されていた。現在コースはなく、デザイン学科（工業分野）のみである。

## 交通
- 地下鉄谷町線 文の里駅 3号出口より北へ約250m。
- 地下鉄御堂筋線 昭和町駅 1号出口より北へ約500m。
- JR阪和線 美章園駅 南西へ約670m。
- 近鉄南大阪線 河堀口駅 南西へ約900m。
- 近鉄南大阪線 大阪阿部野橋駅 東口（松崎口）より南東へ約1.2km。

## 関連人物
- 小山宙哉 - 卒業生。漫画家。
- 淀井敏夫 - 元講師。彫刻家。
- 早川良雄 - 元講師。グラフィックデザイナー。
- 松宮宏 - 非常勤講師。小説家。